# Die Ballade vom Nachahmungstrieb
Die Ballade vom Nachahmungstrieb ist ein Gedicht von Erich Kästner, das erstmals am 24. März 1931 in der Zeitschrift Die Weltbühne erschien. Im Folgejahr wurde es in die Lyriksammlung Gesang zwischen den Stühlen aufgenommen.
Gegenstand des Gedichts ist eine von Kindern gespielte Hinrichtung, die tödlich endet.

## Inhalt
Kinder beschließen eines Tages beim Spielen im Hinterhof den kleinen Fritz Naumann aufzuhängen, so wie sie es aus der Zeitung von der Hinrichtung von Verbrechern kennen. Fritzchen wird kurzerhand zum Räuber erklärt und sein Kopf durch eine Schlinge gesteckt. Er wehrt sich anfänglich nicht, erst als sie ihn an der Teppichstange hochziehen, fängt er an sich zu sträuben. Doch da ist es schon zu spät. Er zuckt noch ein bisschen. Ein Mädchen zwickt ihn – wie zur Kontrolle – ins Bein. Als die sieben beteiligten Kinder erkennen, dass Fritzchen tot ist, laufen sie erschrocken weg, ohne jemanden zu Hilfe zu rufen.
Erst eine ältere Frau entdeckt ihn zufällig. Um 18.00 Uhr kommt die Polizei. Fritzchens Mutter bricht zusammen, aber Karl, einer der beteiligten Jungen, sagt, sie hätten es „nur wie die Erwachsenen gemacht“.

## Hintergrund
In einer Anmerkung zum Gedicht verwies Kästner auf einen Pressebericht aus dem Jahr 1930, dessen Geschehen dem Gedicht zugrunde liege. Im Deutschen Literaturarchiv Marbach konnte der Zeitungsbericht in Kästners Nachlass allerdings bislang nicht gefunden werden, so dass der zugrundeliegende Pressebericht noch unbekannt ist.

## Interpretation
Durch die Erwähnung des „Nachahmungstriebs“ bereits im Titel sowie durch den ersten Vers („Es ist schon wahr: nichts wirkt so rasch wie Gift!“) legt Kästner sein Thema dar: Kinder ahmen das falsche Verhalten von Erwachsenen unreflektiert nach. Ihre Gewalt werde erlernt, sie eignen sie sich durch Vorbilder an (Imitationslernen).
Laut Stefan Neuhaus thematisiert Kästner in seiner Ballade vom Nachahmungstrieb gesellschaftliche Verwerfungen der Weimarer Republik und die resultierende soziale Kälte. Damit verknüpft sei eine Kritik an gedankenloser Rezeption der Medien, da Kinder auf groteske Art nachahmen, was ihnen Zeitungen vorgeben. Andreas Drouve betont, dass Kästners Ballade die Zustände nur feststelle, ohne einen Impuls zu ihrer Änderung zu geben. In Kästners Weltsicht drücken sich Ratlosigkeit und Fatalismus aus.
Für Remo Hug ist Die Ballade vom Nachahmungstrieb Kästners düsterstes Gedicht. Bereits in der ersten Strophe werde die Moral von der Geschicht vornan gestellt. Die Lakonie des Kästnerschen Tons und der Schrecken des Inhalts kontrastieren stark miteinander, die Sachlichkeit und fehlende Empörung des Autors steigere die Wirkung des Gedichts umso eindringlicher. Die Ballade passe wenig zum öffentlichen Bild des Autors als ein die Jugendzeit verklärender Kinderfreund. Deswegen sei sie in der Sekundärliteratur auch oft übergangen worden.